# Nullarbor Schutzgebiete

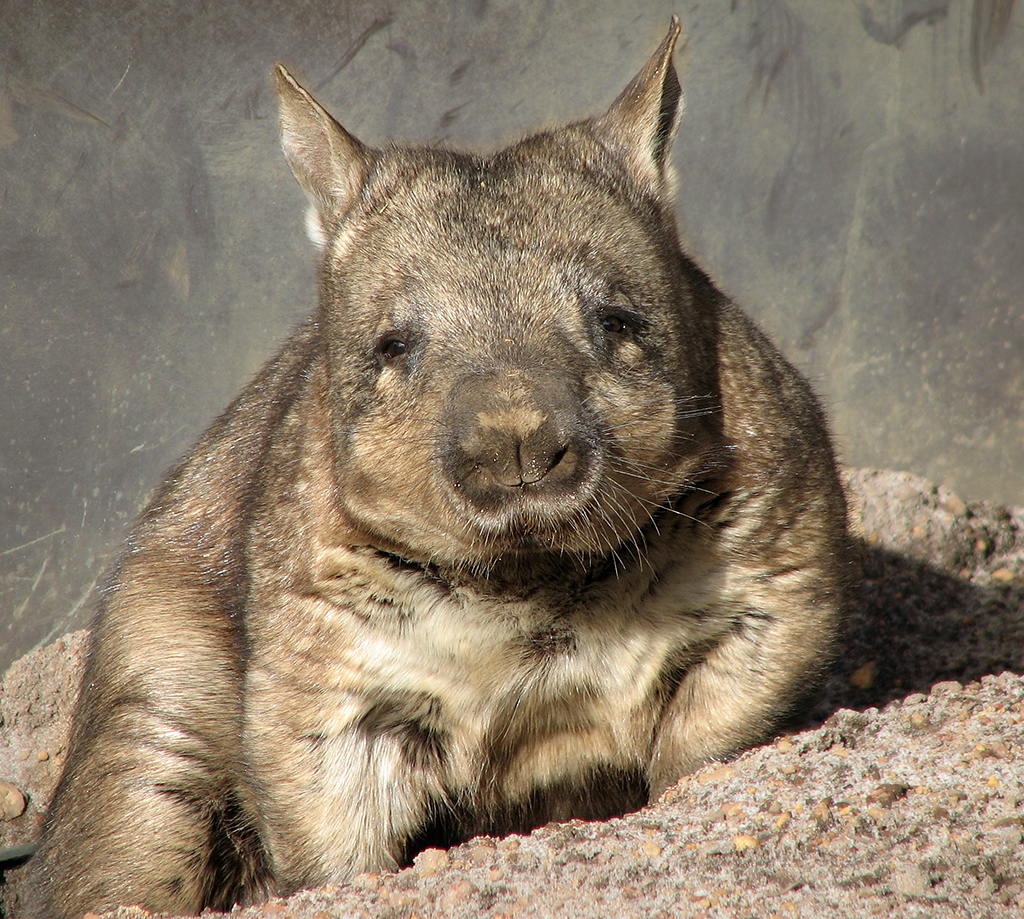
Südlicher Haarnasenwombat

Die Nullarbor Schutzgebiete liegen in der Nullarbor-Wüste im Outback von South Australia und sind insgesamt 28.573 km² groß. Sie bestehen aus dem 1989 eingerichteten 19.273 km² großen Nullarbor Regional Reserve, dem 2006 gegründeten 324 km² großen Nullarbor Nationalpark – ein schmaler Streifen zwischen den beiden anderen Schutzgebieten – und dem 2014 festgesetzten Nullarbor Wilderness Protection Area, dass 8.977 km² groß ist und bis an die Südküste reicht. Nur das letztgenannte Wildnisschutzgebiet genießt einen strengen Schutz (IUCN-Kategorie Ib), während die beiden anderen Gebiete international nur als Ressourcenschutzgebiete anerkannt werden. Für den Nationalpark ist das ungewöhnlich: sie werden in der Regel mit der Kategorie II wesentlich strenger geschützt.
Im Küstenbereich des Wilderness Protection Areas verläuft der Eyre Highway. Das Gesamtgebiet liegt 300 Kilometer westwärts entfernt von Ceduna am Nullarbor Roadhouse und erstreckt sich fast bis zur Küstenstadt Eucla. Die nördliche Grenze des Gebietes ist die Trasse des Trans Australian Railway begrenzt wird und im Westen endet der Park an der Staatsgrenze von Western Australia. 
Die Nullarbor-Wüste beherbergt einen Großteil des Bestandes an Südlichen Haarnasenwombats, die ausschließlich in der südlichen Trockenregion Australiens vorkommen.
Das gesamte Schutzgebiet ist eine weite, flache und trockene Wüstenebene mit wenigen Sträuchern. Bäume finden sich nur in wenigen Regionen an begünstigten Standorten. Das Klima ist aufgrund der geringen Niederschlagssummen arid. Die 200 Kilometer lange Küstenlinie fällt senkrecht 60 bis 80 Meter tief zum Indischen Ozean ab. Es ist die Große Australische Bucht, ein 200 Kilometer langer Küstenabschnitt ohne natürlichen Hafen. Am Head of Bight kann man in den Winter- und Frühlingsmonaten Glattwale beobachten, die in der Bucht kalben und ihre Jungen großziehen. An der Küste befinden sich des Weiteren Seelöwenkolonien.

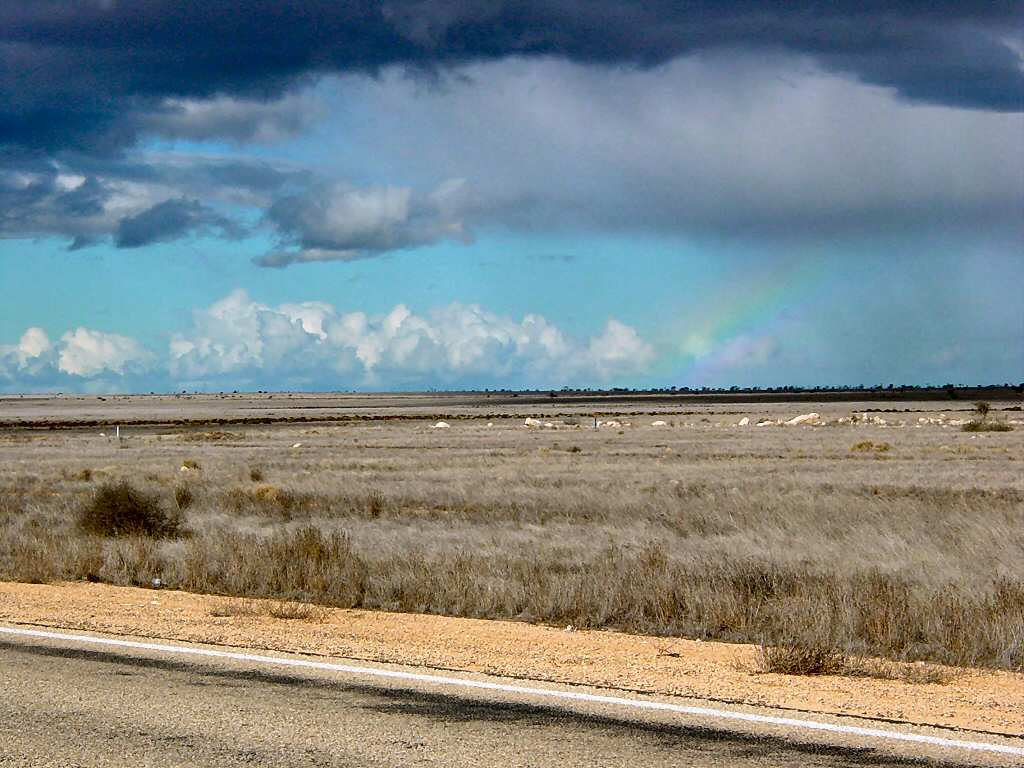
Blick von der Küstenstraße
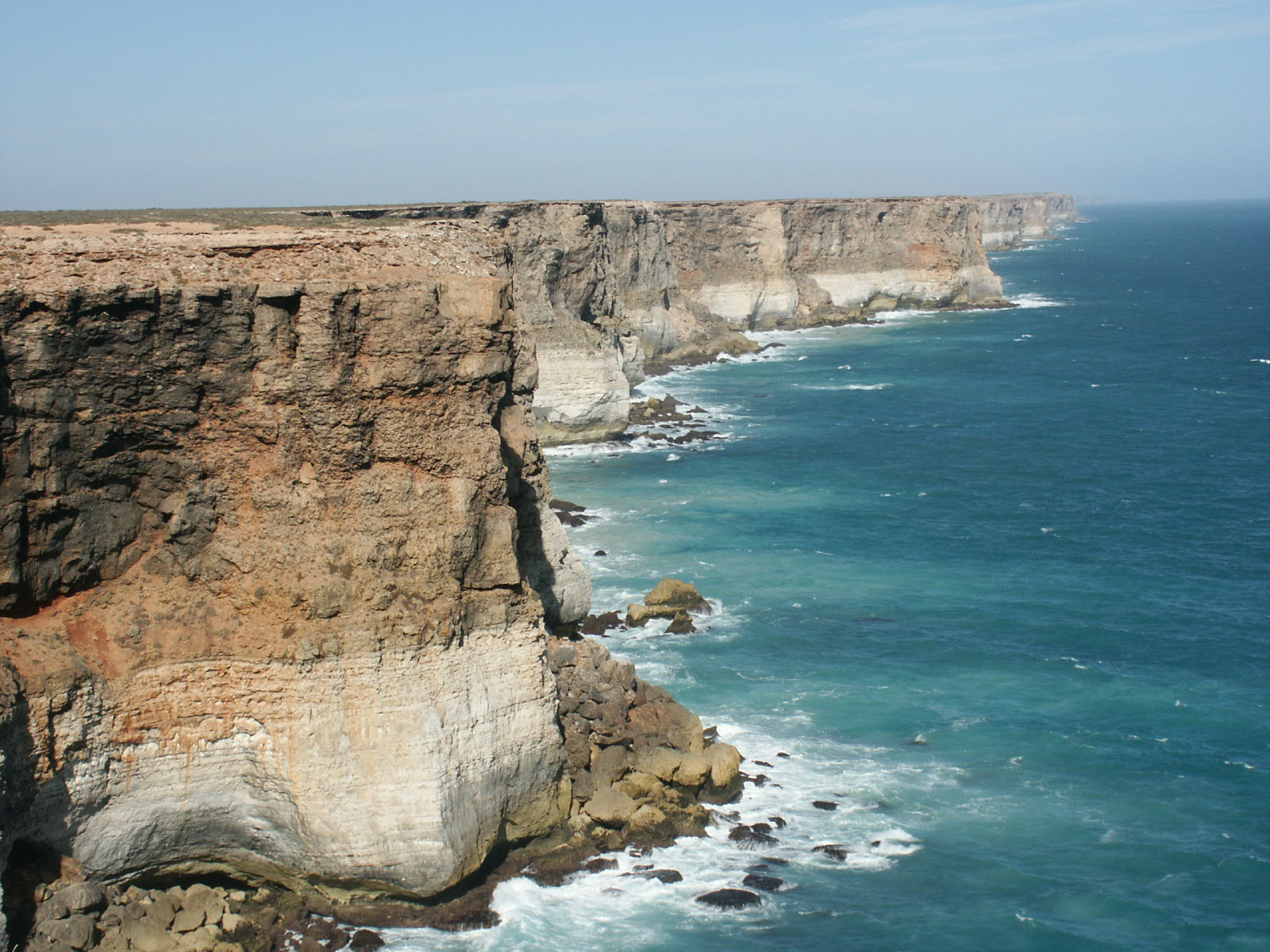
Küsten
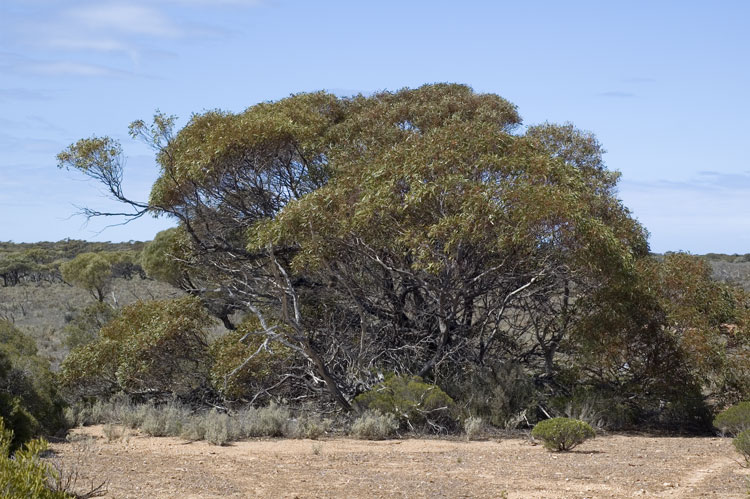
Eukalyptus yalatensis
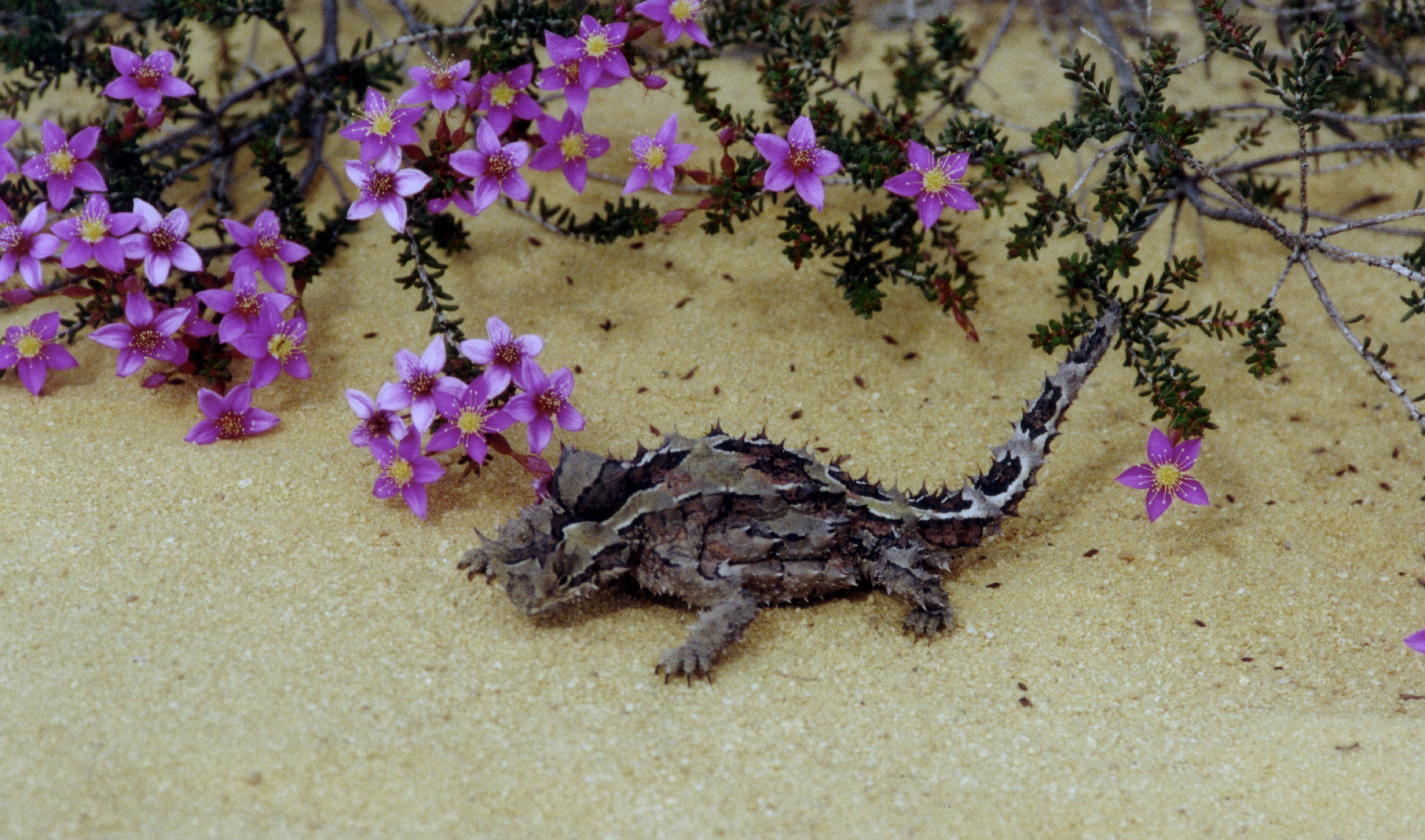
Dornteufel
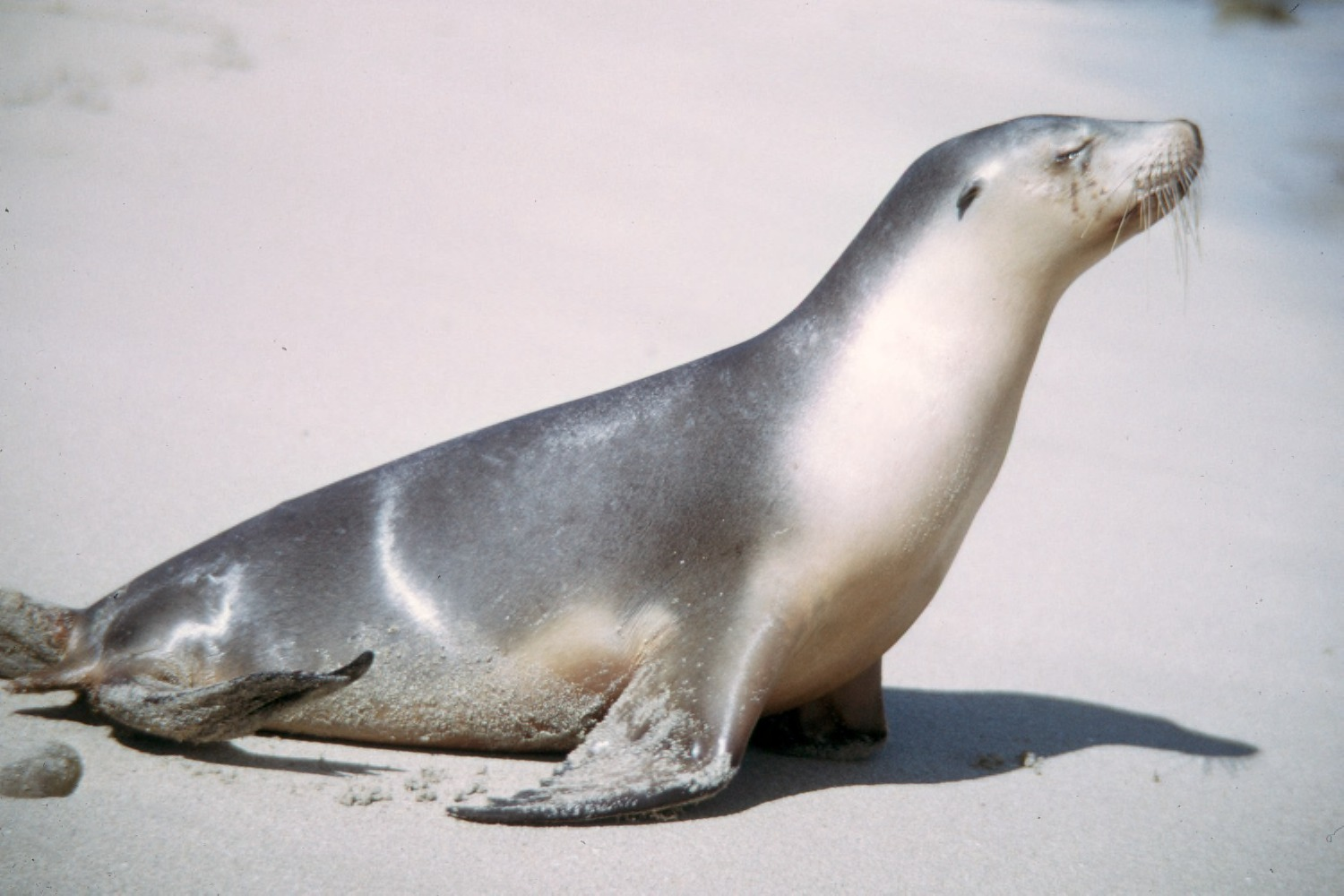
Australischer Seelöwe